# Soledad (nome)
Soledad  è un nome proprio di persona spagnolo femminile.

## Varianti
- Ipocoristici: Sole[2][4], Chole[2][4]
- Composti: Marisol [5]

### Varianti in altre lingue
- Catalano[2][4]: Soledad[6]

## Origine e diffusione

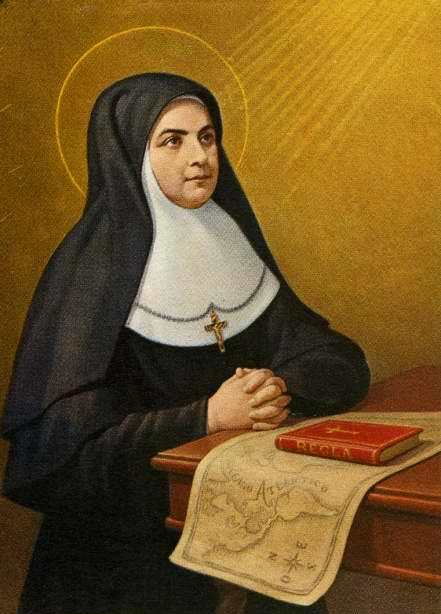
Santa María Soledad Torres Acosta

Il significato letterale del nome, di origine latina,  è "solitudine" (in spagnolo, appunto: «soledad») o "colei che sta sola/in solitudine"  ed è strettamente legato alla Maria Vergine de Soledad, ovvero farebbe riferimento alla solitudine in cui è vissuta la Vergine Maria dopo la morte di Gesù.
È inoltre legato al nome di una santa, María Soledad Torres Acosta, una religiosa spagnola vissuta tra il 1826 e il 1887..

## Onomastico
L'onomastico si celebra l'11 ottobre, giorno in cui si ricorda santa María Soledad Torres Acosta..

## Persone

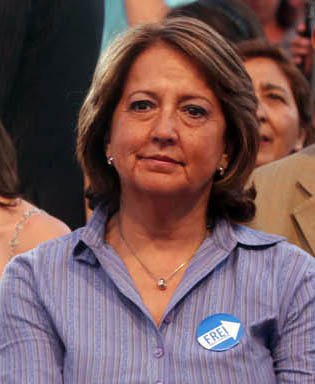
Soledad Alvear

- Soledad, pseudonimo di Adela Zamudio, scrittrice boliviana
- Soledad Alvear, politica cilena
- Soledad Becerril, politica spagnola
- Soledad Fandiño, attrice argentina
- Florencia Soledad "Sole" Jaimes, calciatrice argentina
- Soledad Miranda, attrice spagnola
- Soledad Villamil, attrice e cantante argentina

## Il nome nelle arti
- Soledad è una telenovela messicana del 1981, con protagonista l'attrice Libertad Lamarque nel ruolo di Soledad[7]
- Soledad è una canzone incisa nel 2000 dalla boy band irlandese Westlife [8][9][10] e di cui sono state fatte delle cover da Heinz Winckler[11][12], dalle S.H.E[13] e da Nguyễn Thắng[14]
- Soledad Castro Montenegro è un personaggio della telenovela spagnola del 2011 Il segreto, interpretato dall'attrice Alejandra Onieva[15][16]